# Tmutarakan
Tmutarakán ([tmʊtərɐˈkanʲ] en ruso: Тмутарака́нь) es el nombre que recibe una antigua ciudad ubicada en la península de Tamán, en el actual krai de Krasnodar, que controlaba el estrecho de Kerch entre el mar Negro y el mar de Azov.

## Etimología
El nombre de Tmutarakán surge de una reconstrucción del turco: Taman–Tarkan —«ciudad de tarkan tамаn»—, ciudad medieval identificada con asentamientos de esa época sobre el delta del río Kubán, en el territorio de la actual stanitsa de Таmа́n. En la antigüedad el lugar de Tmutarakán estaba situada la ciudad greco-sindia de Hermonasa.

## Historia
En el siglo VII los jázaros edificaron la ciudad fortificada de Tamatarkha sobre las ruinas del pequeño asentamiento griego de Hermonasa, fundado por colonos de Mitilene o tal vez jonios cerca de la más importante ciudad de Fanagoria. Las fuentes árabes la mencionan como Samkarsh al-Yahud, "Samkarsh la judía", señalando así una mayoría de población judía.
Fortificada con una sólida muralla de ladrillo y presumiendo de un cuidado puerto, Samkarsh fue una gran ciudad de mercaderes, controlando gran parte del comercio del Norte de Europa con el Imperio bizantino y el Cáucaso septentrional. Su población estaba compuesta por griegos, armenios, rusos, judíos, osetios, lezguinos, georgianos y cherquesos. Tras la conquista del imperio jázaro por Sviatoslav I de Kiev a mediados del siglo X, un pequeño principado jázaro judío se estableció en la región de Tamán, de forma que Tmutarakán tal vez pudo haber actuado como capital del mismo.
Mstislav de Chernígov fue el príncipe de Tmutarakán entre los años 988 y 1036, durante cuyo reinado una primera iglesia en piedra fue edificada y puesta bajo la advocación de Theotokos, cuyas ruinas son aún visibles en la actualidad. En el siglo XII la ciudad quedó aislada del resto de la Rus de Kiev por las tribus cumanas, lo cual originó el paulatino declive de la ciudad. La última mención data de un pergamino de 1378.
Las ruinas de Tmutarakán fueron descubiertas en 1792, cuando un granjero local halló una piedra con una inscripción que narraba cómo el príncipe Gleb había medido el brazo de mar desde Tmutarakán hasta Kerch en 1068. Las excavaciones en el lugar se desarrollaron a lo largo de todo el siglo XIX.

## Galería

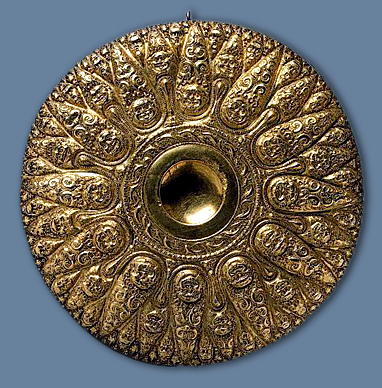
Phiale de Tmutarakán
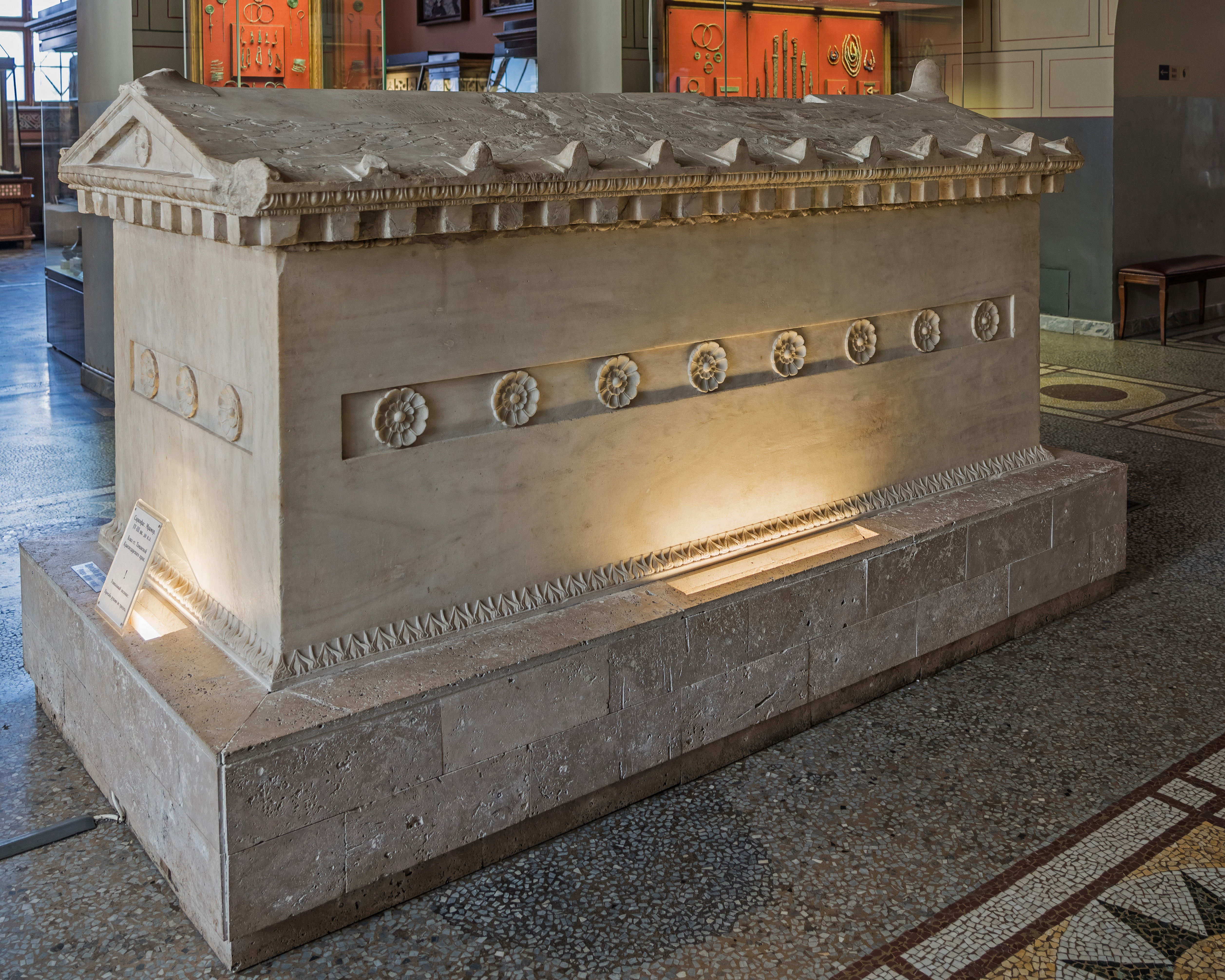
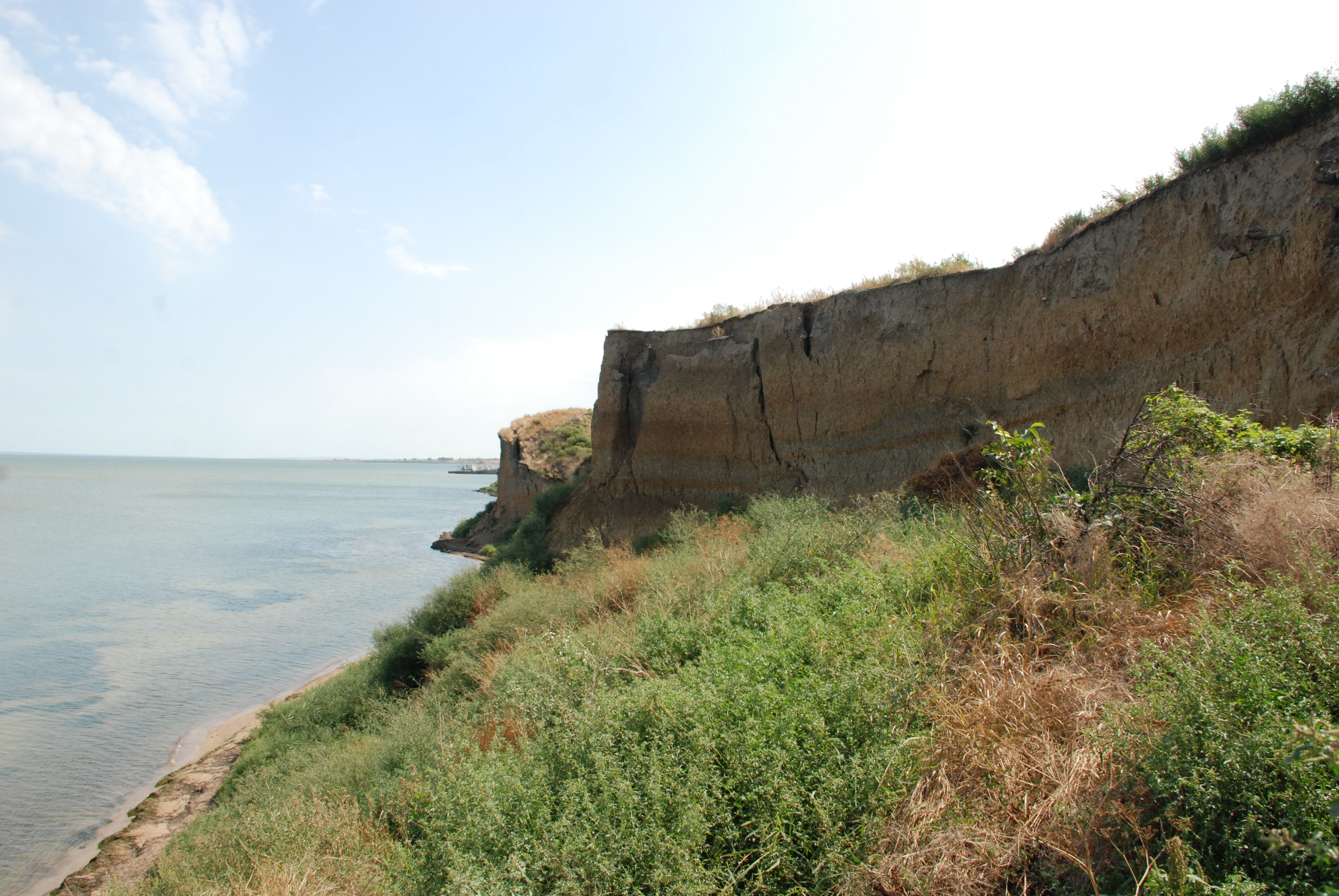
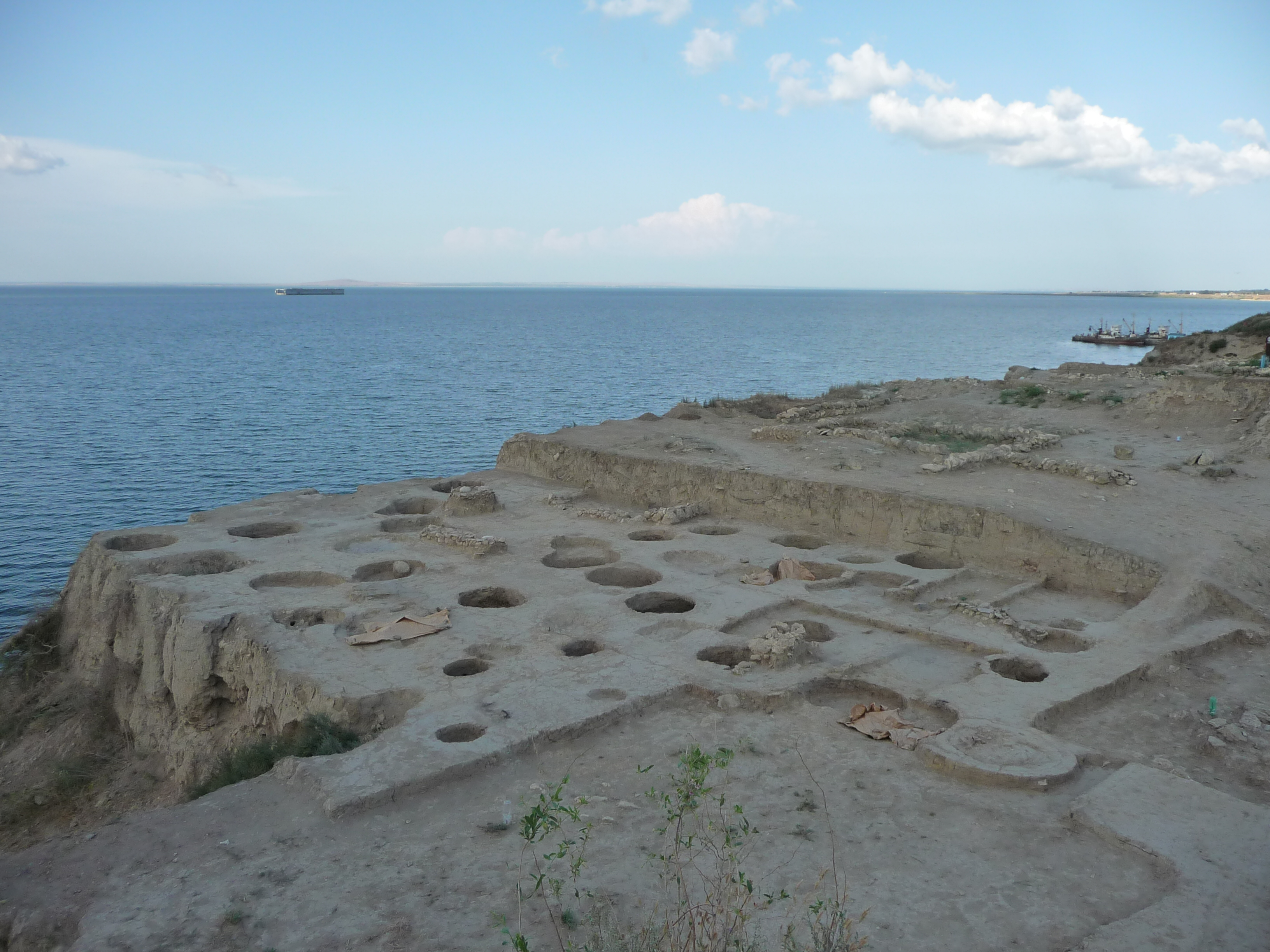